# 阿尼安保篱

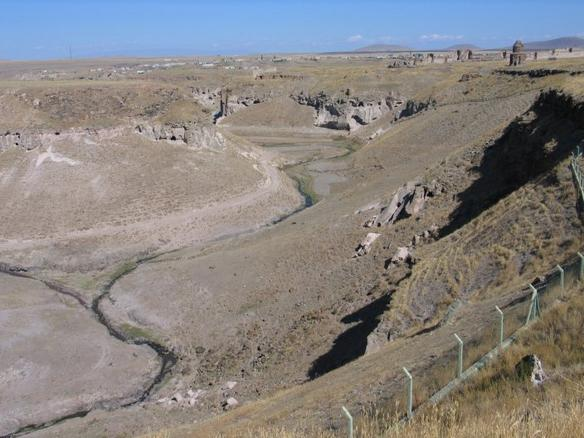
亚美尼亚位于图左，土耳其则图右

阿尼安保篱（英語：the Ani security fence）建于2002年，环绕无人居住的中世纪古城阿尼。阿尼城坐落于土耳其卡尔斯省，正在土国与亚美尼亚边界处。
安保篱高约三米，由铁丝网组成，上端有棘铁丝，又有混凝土岗哨支持，且岗哨深嵌于由混凝土带构筑的地基中。
此篱建成后，当地村民即不得放牧牲畜进入阿尼城，于是地面迅速为过度生长的植被所覆盖。反对安保篱者还认为修筑过程对遗址关注太少，给考古遗存造成不小的损害。